# لويس ويلسون (لاعب كرة قدم)
لويس ويلسون (بالإنجليزية: Lewis Wilson)‏ (19 فبراير 1993 بميلتون كينز في المملكة المتحدة - ) هو لاعب كرة قدم بريطاني في مركز الهجوم. لعب مع روشدين ودايموندز ونادي نورثامبتون تاون ونادي كيترينغ تاون وبيشوب ستورتفورد وأكسفورد سيتي وNewport Pagnell Town F.C. ‏ ونورثامبتون سبنسر ‏ ونادي وايتهوك.

## وصلات خارجية
- لويس ويلسون على موقع قاعدة بيانات كرة القدم.إي يو (الإنجليزية)
- لويس ويلسون على موقع Soccerbase.com (لاعب) (الإنجليزية)
- لويس ويلسون على موقع Soccerway.com (الإنجليزية)